# 网络聊天
网络聊天（英語：Online chat）指借助于网络进行的交流行为，是即时通讯的一种，一般分为一对一聊天（私聊）及多人聊天（群聊）两种。借助于即時通訊軟體和聊天网站，网络聊天将有相同喜好或类似身份的人聚集在一起，其内容也可以有很大的差异，从漫无目的的胡扯，到对专业知识的讨论都可以成为网络聊天的话题。

## 常见的聊天软件
- AOL即时通讯（AIM）
- umitalk
- Camfrog
- Gadu-Gadu
- Google Talk
- ICQ
- IRC
- Jabber
- MUD
- QQ
- Skype
- TeamSpeak
- Windows Live Messenger
- Yahoo! Messenger
- Telegram
- WeChat
- LINE
- WhatsApp